# رز (ماه‌نشان)
رز یک روستا در ایران است که در دهستان ماه‌نشان واقع شده‌است. رز ۸۷ نفر جمعیت دارد.